# 原純夫
原 純夫（はら すみお、1911年3月7日 - 1997年10月30日）は、日本の経営者。国税庁長官、東京銀行頭取を務めた。

## 来歴・人物
神奈川県出身。旧制一高を経て、東京帝国大に進学、在学中の1933年に高文行政科と司法科に合格。翌34年に東京帝国大学法学部法律学科を卒業し大蔵省に入省。理財局属。国税庁次長、主計局次長などを経て、1956年7月6日に主税局長。1960年4月12日に国税庁長官。1962年5月をもって、退官し、同年に東京銀行副頭取となり、1965年5月には頭取に就いた。1973年5月に会長、1977年6月から相談役を務めた。
1982年4月に勲一等瑞宝章を受章。
1997年10月30日、心不全のために死去。86歳没。

## 略歴
- 1934年4月：大蔵省に入省[1]。理財局属[2]。
- 1935年11月：英仏駐在財務書記。
- 1943年10月：満州国総務庁参事官。
- 1947年7月2日：主税局国税第二課長。
- 1948年12月9日：主税局国税第一課長。
- 1949年6月1日：主税局税制課長。
- 1949年12月22日：国税庁直税部長 兼 主税局税制課長。
- 1951年9月6日：国税庁直税部長。
- 1952年12月27日：国税庁次長 兼 国税庁直税部長。
- 1953年7月16日：国税庁次長。
- 1953年9月1日：主計局次長（次席）。
- 1955年8月10日：主計局次長（首席）。
- 1956年7月6日：主税局長。
- 1960年4月12日：国税庁長官。
- 1962年5月1日：退官。